# Віра, або Нігілісти
«Віра, або Нігілісти» — перша п'єса ірландського письменника Оскара Вайлда. Мелодраматична трагедія, події якої відбувається в Росії між 1795–1800 рр. Твір наскрізь пронизаний анахронізмами, як-от: згадка про потяги, звільнення кріпаків, термін «нігілізм», який вигадав Іван Тургенєв в романі «Батьки і діти» (1861) тощо. Прототипом для головної героїні стала російська революціонерка Віра  Засулич, яка в січні 1878 року здійснила спробу вбивства Федора Трепова, петербурзького градоначальника. Вважається, що крізь призму російської історії, Оскар Вайлд намагався показати свою прихильність до ірландського руху Гомрул (англ. Irish Home Rule).. П'єсу вперше поставили 1883 року в Нью-Йорку на сцені театру Юніон-сквер. Проте, через брак успіху, після першого ж  тижня виставу згорнули.

## Сюжет
Пролог
Віра — офіціантка у батьковій таверні, яка розташована по дорозі на табори Сибіру. Група в'язнів зупиняються у таверні. Віра зразу ж впізнає серед них свого брата Дмитра. Він просить її поїхати до Москви та вступити в лави нігілістів (терористичної групи, що намагається вбити Царя) і таким чином помститися за його ув'язнення. Віра разом зі слугою свого батька Михаїлом вирушають в дорогу, щоб долучитися до діяльності нігілістів.
Дія I
Декілька років опісля, Віра стає найкращим асасином нігілістів. Вона закохана у свого товариша-нігіліста на ім'я Алексій, однак, нігілісти дають обітницю ніколи не одружуватись. Солдати хочуть заарештовують нігілістів на їхній нараді, але Алексій перешкоджає цьому, відкривши свою справжню особу: він — царевич, спадкоємець російського трону. Цим вчинком він здобуває повагу Віри та ненависть нігілістів.
Дія II
Під час наради, цар Іван та його жорстокий міністер Павло Мараловський критикує царевича Алексія за його демократичний нахил. Коли цар виходить на балкон, його вбиває Міхаїл.
Дія III
Алексій сходить на трон та висилає  Павла Мараловського на заслання не до Сибіру, а в Париж. Мараловський вступає в лави нігілістів, щоб таким чином помститися царевичу. Вірі дають завдання вбити молодого царя. Вона має проникнути в палац, заколоти його і викинути закривавлений кинджал через вікно як сигнал для спільників, що чекатимуть її внизу. Якщо вона не зможе зробити цього, спільники ввірвуться в палац та вб'ють його самі. Віра насправді не хоче вбивати свого коханого.
Дія IV
Алексій повертається до палацу після коронації, маючи намір урешті-решт навести справедливість у Росії під час свого правління. Віра заходить в палац, тримаючи ніж напоготові. Алексій просить її руки. Вона погоджується, але в той самий момент чує лемент своїх спільників, що чекають на сигнал. Вона прохромлює себе кинджалом та викидає його через вікно, щоб задоволені спільники пішли.

Алексій: Віро, що ти зробила?

Віра: Я врятувала Росію.[помирає]